# Wallada bint al-Mustakfi
Wallāda bint al-Mustakfī (arabisch ولادة بنت المستكفي, DMG Wallāda bt. al-Mustakfī, auch ولادة المروانية Wallāda al-Marwāniyya; geboren um 1010 in Córdoba; gestorben 26. März 1091 ebenda) war eine andalusische Prinzessin und Poetin.

## Leben
Wallāda war die Tochter von Muhammad al-Mustakfī, der von 1024 bis 1025 Kalif des Kalifats von Córdoba war, und einer Sklavin europäischer Herkunft. Ihre Mutter war von großer Schönheit, und Wallāda erbte von ihr ihre spektakulären blauschwarzen Augen und ihr tiefschwarzes Haar sowie eine große Grazie beim Tanz. Sie lernte zudem von ihrer Mutter Griechisch, jedoch kein Arabisch. Ihre Kindheit verbrachte sie im Palast ihres Vaters in den Bergen von Córdoba. Ihr Geburtsdatum ist nicht mit Sicherheit bekannt, es soll um 1010 liegen. Sie wurde laut Ibn Bassām mehr als 80 Jahre alt. Vermutlich fällt ihr Tod nach Ibn Baschkuwāl zusammen mit dem Fall von Córdoba in die Hände der Almoraviden und dem Tod von al-Fath, dem Sohn von al-Muʿtamid, der für die Verteidigung der Stadt verantwortlich war, am 26. März 1091.
Ihr Ruhm beruhte als Tochter eines umayyadischen Prinzen, der während der langen Jahre des Bürgerkriegs, der die Dynastie beendete, zum Kalifen ernannt wurde und siebzehn Monate regierte, nicht nur auf ihrer außergewöhnlichen Schönheit, sondern sie brillierte mit ihrem Witz und ihrer Gabe für Satire, aber auch damit, die schönsten Liebesgedichte der andalusischen Poesie, die von Ibn Zaidūn, inspiriert zu haben, der ihr diese aus dem Gefängnis heraus schrieb. Ihre Eloquenz, ihre Intelligenz, ihr Stolz und ihr starker Wille stehen, wie häufig bemerkt wurde, im Kontrast zu den Charaktereigenschaften ihres Vaters. Der Universalgelehrte Ibn Hazm war ihr Tutor. Er erkannte schnell die erstaunlichen intellektuellen Fähigkeiten, über die Wallāda verfügte.
Als der Reichtum ihres Vaters allmählich zur Neige ging, kehrte sie 1018 nach Córdoba zurück. Zu dieser Zeit war Córdoba eine unsichere Stadt, die durch Truppen rivalisierender Familien Plünderungen und Kämpfen unter Soldaten ausgesetzt war. Ihr Vater Muhammad kämpfte gegen al-Qāsim al-Ma'mūn, unterlag diesem jedoch und al-Qāsim wurde mit der Unterstützung der Berber aus Nordafrika der neue Kalif von Córdoba. Ihr Vater Muhammad ging in die politische Verbannung und ihre Situation wurde zusehends schwierig. Der Harem des Kalifen ging nun in den Besitz von al-Qāsim über und Wallāda wurde ein Gast des neuen Kalifen, da dieser ihre Verse sehr mochte. Gegen den Rat seiner Wesire erhielt Wallāda im Harem eine königliche Behandlung. Sie wurde zusammen mit ihrer Mutter und ihren Sklaven in den Privaträumen untergebracht. Eine sexuelle Beziehung zum Kalifen unterhielt sie nicht, da dieser sie zu sehr verehrte.
Nachdem al-Qāsim das Kalifat an seinen Neffen Yahyā al-Muʿtalī verloren hatte, ging auch der Harem in dessen Besitz über. Yahyā al-Muʿtalī wollte Wallāda zu seiner Konkubine machen, bot ihr dafür auch großen Reichtum an, was diese jedoch ablehnte. Daraufhin entzog Yahyā al-Muʿtalī ihr alle Vergünstigungen, und sie wurde mit ihrer Mutter Amīna und ihren Sklavinnen an den schlimmsten Platz im Harem gesperrt. Den Druck, seine Mätresse zu werden, hielt Yahyā al-Muʿtalī aufrecht, was Wallāda aber weiterhin  ablehnte.
Yahyā al-Muʿtalī verlor das Kalifat an Abd ar-Rahmān V., der wie Wallāda aus der Dynastie der Umayyaden stammte. Durch ihn gewann sie an Einfluss. Abd ar-Rahmān war ein kultivierter Mann, der Wallāda verehrte, sie zu seiner Beraterin machte und sie um ihre Anwesenheit bei den Sitzungen seiner Regierung bat. Seiner Regierung gehörte auch der Universalgelehrte Ibn Hazm, Wallādas Lehrer, an. Wallāda bekam ein eigenes Zimmer im Alcázar, sie durfte sich frei bewegen, und Abd ar-Rahmān bot ihr seine Liebe an. Wallāda reagierte zunächst positiv, stellte jedoch bald fest, dass diese Beziehung keine Zukunft hatte, und stimmte nie zu, den Kalifen zu heiraten. Abd ar-Rahmān brachte den Mob gegen sich auf, indem er sich mit einer Garde aus Berbern umgab. Es kam zum Aufstand, bei dem er abgesetzt und Wallādas Vater Muhammad III. als Kalif eingesetzt wurde. Er ließ Abd ar-Rahmān hinrichten, der nur 47 Tage geherrscht hatte. Die Regierungszeit von Muhammad III. endete 1025, als er den Mob gegen sich aufbrachte, da er einen Weber zum Wesir ernannte und die Macht sowie die Privilegien der Aristokratie einschränkte. Er flüchtete aus Córdoba. Nach seinem Tod erbte Wallāda seinen Besitz und konnte ein unabhängiges Leben führen. Sie öffnete ihren Palast für die Bildung von Frauen aus guter Familie, aber auch für Frauen mit niedrigem Status und sogar für Sklavinnen. Sie stickte ihre Verse auf ihre Kleider und wagte es, an Wettbewerben der Männer teilzunehmen.
Wallāda soll einen literarischen Salon unterhalten haben, der ein beliebter Treffpunkt für Schriftsteller und Poeten ihrer Zeit war. Diese wetteiferten um ihre Gunst, und da sie spontan und unvorsichtig war, kamen bald ernsthafte Zweifel an ihrem Verhalten auf, was vermutlich ihr Leben beeinflusste. Wallādas Liebesaffäre mit Ibn Zaidūn kam der Überlieferung nach jäh zu einem Ende, nachdem er sich Wallādas schwarzer Sklavin ʿUtba angenähert hatte, was ihm Wallāda nicht verzeihen wollte. Danach ging sie eine Beziehung mit dem mächtigen und wohlhabenden, aber weniger gebildeten Wesir Ibn ʿAbdūs ein. Wallāda heiratete nie und lebte in ihren späten Jahren unter dem Schutz von Ibn ʿAbdūs. Nach der Trennung tauschten Wallāda und Ibn Zaidūn bissige Satiren aus, von denen die berühmteste die burleske Epistel des Ibn Zaidūn ist, die gegen Ibn ʿAbdūs gerichtet sein soll.
Sie war bei den Fundamentalisten umstritten, galt ihnen als pervers, hatte jedoch auch zahlreiche Verteidiger ihrer moralischen Integrität, wie ihren Lehrer Ibn Hazm. Unter ihren Schülerinnen sticht Muhdscha bint at-Tayyānī al-Qurtubiyya hervor, die aus sehr bescheidenen Verhältnissen stammte, ihr Vater war ein Feigenverkäufer. Wallāda hieß sie in ihrem Palast willkommen, ließ ihr eine Ausbildung zukommen, aber am Ende verunglimpfte Muhdscha sie mit einer unflätigen Satire. Es wird behauptet, dass Wallāda eine lesbische Beziehung mit ihr hatte.
Die Liebesgeschichte zwischen Wallāda und Ibn Zaidūn, der als kalligraphischer Sekretär und Verwalter arbeitete, hat die Arbeit von arabischen Autoren inspiriert, die dieser Liebesbeziehung Details hinzufügten, geheime Stelldicheins, Streit und Versöhnungen, Szenen der Eifersucht und des Misstrauens, gewürzt mit Versen, die ihren Protagonisten zugeschrieben werden, aber nicht unter Ibn Zaidūns Gedichten zu finden sind. Ibn Zaidūn war ein profunder Kenner der griechisch-römischen Klassiker und nahm an öffentlichen Gedichtwettbewerben teil. Wallāda brachte ihn dazu, die schönsten Liebesgedichte der spanisch-arabischen Poesie zu schreiben.

## Werk
Von Wallādas Werken sind nur acht kurze Gedichte in arabischen Quellen erhalten geblieben, vier Satiren, drei davon gegen Ibn Zaidūn, drei Liebesgedichte, die in einer Art maqāma oder Geschichte erscheinen, die Ibn Zaidūn zugeschrieben wird, und die folgenden Verse, die sie auf den Schultern ihres Kleides gestickt trug:
أَنا وَٱللّٰهِ أَصْلُحُ لِلْمَعالي

وَأَمْشي مِشيَتي وَأَتيهُ تيها

وَأُمْكِنُ عاشِقي مِنْ صَحْنِ خَدّي

وَأُعْطي قُبْلَتي مَنْ يَشْتهيها
Anā wa-llāhi aṣluḥu li-l-maʿālī

wa-amšī mišyatī wa-atīhu tīhā

wa-umkinu ʿāšiqī min ṣaḥni ḫaddī

wa-uʿṭī qublatī man yaštahīhā

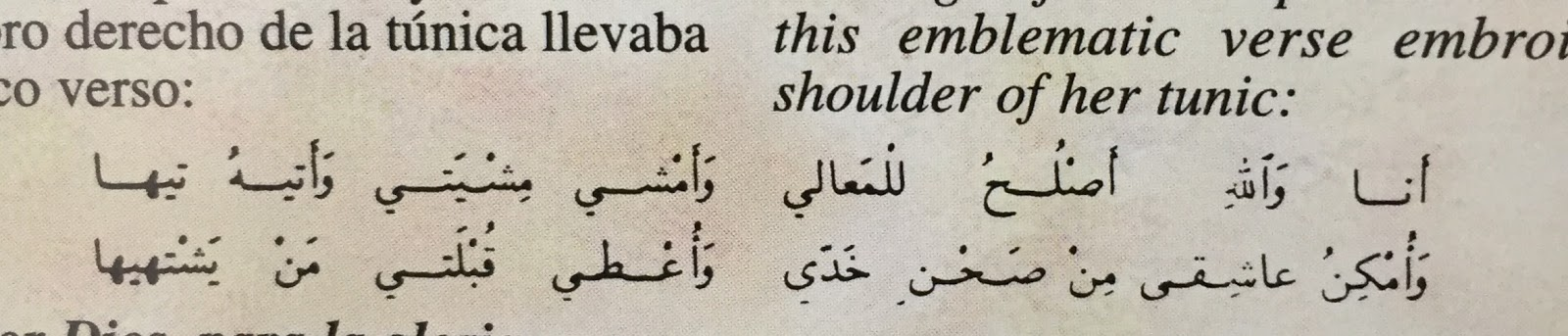
Estoy hecha para la gloria

Ich bin – bei Gott! – geschaffen zu Ruhmesdingen,

geh meinen Gang und habe meinen Stolz!

Und wer mich liebt, dem überlass ich meinen Wangenbecher;

und wer ihn will, dem geb ich meinen Kuss!
Ihr Talent drückte Wallāda vor allem in Satiren aus, deren gewalttätige und oft obszöne Sprache die Aufnahme in die Anthologien erschwert, weshalb Ibn Bassām keine von ihnen zitiert.
Wallāda war als die kultivierteste, berühmteste und skandalöseste Frau Córdobas bekannt; in ihren Werken zeigte sie große Kunstfertigkeit und Kenntnis der künstlerischen Trends der Zeit und wurde für ihre Fähigkeit, Verse zu schaffen, sehr bewundert. Die Gedichte, die bis heute überlebt haben, stehen in direktem Zusammenhang mit ihrer Beziehung zu Ibn Zaidūn.
Es wird auch gesagt, dass Ibn Zaidūn anonyme Briefe mit kleinen Gedichten an Wallāda schickte, die sie aber so verunsicherten, weil sie deren Urheberschaft nicht kannte, dass sie sie ignorierte, bis sie schließlich einen signierten Brief erhielt. Ihre Liebe war heimlich und flüchtig, tatsächlich spricht eines von Wallādas Gedichten von Ibn Zaidūns Verrat. Als es zur Trennung kam, bezahlte Ibn Zaidūn die Schmach mit dem Gefängnis, und sobald er herauskam, beschloss er, Wallāda reumütig zu suchen; sie kehrte jedoch nie zu ihm zurück.

## Nachleben und Rezeption
Judy Chicago widmete Wallāda bint al-Mustakfī eine Inschrift auf den dreieckigen Bodenfliesen des Heritage Floor ihrer 1974 bis 1979 entstandenen Installation The Dinner Party. Die mit dem Namen Valada beschrifteten Porzellanfliesen sind dem Platz mit dem Gedeck für Hrotsvit zugeordnet.
Schon der arabische Historiker al-Maqqarī beschrieb Wallāda als einzigartig in ihrer Zeit. Wallādas Biographie diente verschiedenen Gelehrten als Grundlage für ihre Argumentationen zur Position der Frau sowie zu den Möglichkeiten der Frauen in der andalusischen Gesellschaft ihrer Zeit. Jessica K. Zeitler bezeichnete Wallāda als „eine dieser bemerkenswerten andalusischen Frauen, die sich nicht an die Gender-Normen ihrer Zeit hielten“, viele ihrer Aktivitäten hätten für Frauen, speziell für solche mit dem Status, den sie hatte, als unangemessen und skandalös gegolten. As-Suyūtī hielt jedoch in seiner Anthologie über Dichterinnen Nuzhat al-dschulasā' fī aschʿār an-nisā' fest, dass Wallāda „‚[t]rotzdem‘ – d. h. trotz der Gewandaufschrift – ‚[…] im Rufe der Keuschheit (ṣiyāna) und Reinheit (ʿafāf) [stand]‘“.